# Ludwik Jan Szwede
Ludwik Jan Aleksander Szwede (ur. 28 czerwca 1876 w Warszawie - zm. 2 kwietnia 1913 tamże) – polski inżynier technolog, przemysłowiec.
Ukończył Instytut Technologiczny w Petersburgu (1901). Po powrocie do kraju był wicedyrektorem Zakładów Mechanicznych "Bormann, Szwede i Spółka". Był także superintendentem gminy ewangelicko-reformowanej. Opublikował Suszenie ziemniaków, Warszawa 1913. Był również zbieraczem litografii, który pokaźny zbiór pozostawił po sobie (obecnie znajdują się w Gabinecie Rycin i Rysunków Towarzystwa Opieki nad Zabytkami Przeszłości).
Pochowany w Warszawie na cm. Ewangelicko-Reformowanym przy ul. Żytniej, kwatera H, rząd 5, miejsce 4.

## Rodzina
Pochodził z rodziny znanych przemysłowców warszawskich, syn inżyniera Aleksandra Ludwika Szwede (1849-1920) i Emilii Eugenii z Hochów (1856—1929). Miał braci Aleksandra Ludwika (1877-1929) i Bolesława.